# رحلة النهار الطويلة خلال الليل
رحلة النهار الويلة خلال الليل هي مسرحية درامية مؤلفة من أربعة فصول كتبها الكاتب المسرحي الأمريكي يوجين أونيل خلال الفترة من 1939 إلى 1941، ونُشرت لأول مرة بعد وفاته في عام 1956. تُعتبر هذه المسرحية على نطاق واسع من روائع أونيل الكبرى ومن أعظم المسرحيات الأمريكية في القرن العشرين  عرضت لأول مرة في السويد في فبراير 1956، ثم افتُتحت على مسرح برودواي في نوفمبر من نفس العام، حيث فازت بجائزة توني لأفضل مسرحية. وحصل أونيل بعد وفاته على جائزة بوليتزر للدراما عام 1957 تقديراً لهذا العمل.
المسرحية ذات طبيعة سيرة ذاتية صريحة، ويشير عنوانها "الرحلة الطويلة" إلى إطارها الزمني الذي تدور أحداثه خلال يوم واحد فقط.

## السياق
تجري أحداث المسرحية في يوم واحد من شهر أغسطس عام 1912 داخل كوخ مونتي كريستو، وهو المنزل الصيفي لعائلة تايرون الواقع على الساحل في ولاية كونيتيكت. تتركز القصة حول أربعة شخصيات رئيسية تمثل تجسيدًا شبه ذاتي لحياة الكاتب أونيل، وشقيقه ووالديهما، ومن بينهم والده الممثل الشهير جيمس أونيل. ترصد المسرحية صراع العائلة مع إخفاقات أفرادها وتبعاتها، حيث يوجّه كل منهم اللوم إلى الآخر وسط مشاعر متراكمة من المرارة والاستياء. ورغم محاولات التقارب والتفاهم، إلا أن تلك المساعي غالبًا ما تنتهي بالفشل، ليحل محلها الغضب والخذلان. ويغذّي هذا التوتر تحليل ذاتي صريح ومؤلم، يكشف هشاشة العلاقات بينهم. تسلط المسرحية الضوء على قضايا مثل الإدمان، وانكسار الأحلام، والضعف الأخلاقي، وتعقيدات الروابط العائلية.

## الفصل الأول
تدور المشاهد الأولى من المسرحية في غرفة المعيشة بمنزل عائلة تايرون الصيفي، نحو الساعة الثامنة والنصف صباحًا من أحد أيام أغسطس عام 1912. يُقدَّم جيمس تايرون، ربّ الأسرة، كرجل في الخامسة والستين من عمره، بنى شهرته وثراءه من مسرحية واحدة ظل يؤديها لسنوات في جولات متكررة. ورغم ما جلبته له من نجاح مالي، إلا أنه بات ينظر إلى هذا الدور بعين الحسرة، إذ يشعر أنه كبّله وحرمه من فرص أوسع في التمثيل الكلاسيكي. وهو ثري، لكنه شديد التمسك بأمواله، التي استثمرها في العقارات، ويبدو عليه بعض التقتير رغم الأزمات المالية التي تلوح في الأفق. مظهره المتقشف لا يخفي محاولاته التمسك بجوانب البذخ القديم المرتبطة بشخصية الممثل المسرحي الكلاسيكي. أما زوجته ماري، فقد عادت مؤخرًا من مركز لعلاج الإدمان على المورفين. تبدو أكثر صحة من قبل، وقد لاحظ أفراد الأسرة تحسّن مظهرها، رغم أن وجهها لا يزال يحتفظ بآثار التعب والإدمان المزمن. في طور التعافي، تواجه ماري نوبات من القلق والتوتر والأرق، ويشكّ إدموند، ابنها الأصغر، في أنها قد عادت إلى التعاطي، خاصة بعد أن سمعها تتحرك ليلًا. لكنه يكتفي بسؤالها بلطف، فتجيبه بأنها انتقلت فقط لتتجنب شخير والده. وتزداد الأجواء توترًا داخل الأسرة مع قلقهم من سعال إدموند المستمر، الذي قد يكون مؤشرًا على إصابته بالسل. غير أن إدموند نفسه يبدو أكثر قلقًا من تأثير التشخيص على أمه، التي قد تدفعها الصدمة إلى الانتكاس، أكثر من قلقه على صحته هو. وهكذا تتشابك الأزمات الصحية والنفسية في نسيج العلاقات الأسرية الهشة.

## الفصل الثاني
في نفس غرفة المعيشة، في حوالي الساعة الثانية عشرة وخمس وأربعين دقيقة ظهرًا، ثم بعد ذلك بنحو نصف ساعة، تتصاعد التوترات بين أفراد عائلة تايرون. يتبادل جيمي وإدموند السخرية بشأن قيامهما بسرقة الخمر من والدهم وتخفيفه بالماء حتى لا يلاحظ. إلا أن المزاح سرعان ما يتحوّل إلى جدال حاد حول سلوك والدتهما، إذ يلوم جيمي أخاه لأنه ترك ماري دون مراقبة، بينما يدافع إدموند عن نفسه متهمًا جيمي بالمبالغة في الشك. ومع ذلك، فكلاهما يخفي قلقًا عميقًا من عودة الأم إلى الإدمان. يكشف جيمي عن أن العائلة أخفت عن إدموند لسنوات طويلة حقيقة إدمان والدته، معتبرًا سذاجته السابقة مفهومة ولكنها كانت مضلِّلة. ثم ينتقل الحديث إلى نتائج الفحوص الطبية المنتظرة لإدموند بشأن السل، ويُحذّره جيمي من أن يستعد للأسوأ. في أثناء ذلك، تدخل ماري وهي تبدو مضطربة من سعال ابنها. يحاول إدموند كتم سعاله حتى لا يقلقها، خشية أن يدفعها القلق إلى الانتكاس. وعندما يُصدّق روايتها بأنها كانت "مستلقة" في الطابق العلوي، ينظر إليه جيمي بازدراء، فتلتقط ماري تلك النظرة وترد عليه بنبرة هجومية، متهمة إياه بانعدام الاحترام والتشكيك في والديه. يتبادل الاثنان الاتهامات، ويقرّ جيمي بأن السبب الوحيد لاستمراره في التمثيل هو نفوذ والده. أما ماري، فتُعبّر عن شعورها العميق بالإحباط من المنزل الصيفي الذي تراه مؤقتًا وغير مستقر، وتلمّح بسخرية إلى أن لامبالاة زوجها بالمكان تشبه لا مبالاته بإدمانها، ما جعله قادرًا على التعايش معه لفترة طويلة. وفي لحظة مشحونة، تسأل جيمي عن سبب نظرته القاسية نحوها، فيجيبها بمرارة: «أنتِ تعلمين!» ثم يوجّه لها ضربة موجعة حين يطلب منها أن تنظر إلى عينيها في المرآة، في إشارة قاسية إلى آثار الإدمان التي لم تستطع إخفاءها.

## الفصل الثالث
في نفس غرفة المعيشة، عند الساعة السادسة والنصف مساءً، تستمر الأجواء المشحونة في التصاعد داخل منزل عائلة تايرون.
تعود ماري إلى البيت برفقة الخادمة كاثلين، بعد أن أرسلتها لشراء وصفة المورفين. غير راغبة في البقاء وحيدة، تُبقي كاثلين معها وتعرض عليها مشروبًا بدلاً من السماح لها بالذهاب لإعداد العشاء. تتحدث ماري عن حبها للضباب وكرهها لصافراته، كما تشتكي من انشغال زوجها الدائم بجمع المال. كانت قد بدأت بالفعل في تعاطي جرعتها، ويظهر ذلك في تشتتها. تسترجع حلمها القديم بأن تصبح راهبة تعزف على البيانو، وتُقرّ بأنها لم تشعر بالانتماء لعالم المسرح رغم حبها لجيمس. وحين تُري كاثلين يديها المتورمتين بالروماتيزم، تزعم أن الألم هو سبب استخدامها للأدوية، لكن كاثلين تدرك أن التبرير غير صادق.
تغفو ماري للحظة، فتغتنم كاثلين الفرصة لتذهب لإعداد العشاء. تستفيق ماري وتتجه إلى ذكريات ماضية مؤلمة، تعيشها بمرارة، وتشعر بأن صلواتها كمدمنة لا تُستجاب. تتجه إلى الطابق العلوي بنية الحصول على المزيد من المورفين، لكن دخول إدموند وجيمس الأب يقطع طريقها.
الرجلان يعودان إلى المنزل في حالة سُكر، وسرعان ما يلاحظان أن ماري قد عادت إلى التعاطي. أما جيمي، فقد بقي خارج المنزل، مستمرًا في الشرب والتسكع بين بائعات الهوى. تهاجمه ماري لفظيًا واصفة إياه بـ«الفاشل اليائس»، وتحذر من تأثيره السلبي على إدموند. يشعر جيمس بخيبة أمل حيال حال زوجته، ويحاول أن يصم أذنه عن كلماتها التي تُحمله مسؤولية انحدار جيمي.
كما في مرات سابقة، يحاول الزوجان تجاوز توتر اللحظة عبر استدعاء ذكريات الماضي الجميل للتعبير عن مشاعر الحب الضائعة. يذهب جيمس إلى القبو ليجلب زجاجة ويسكي أخرى، فيما تواصل ماري حديثها مع إدموند.
عندما يواجهها إدموند بحقيقة إصابته بالسل، ترفض ماري قبول الأمر، وتُشكّك في تشخيص الطبيب. تتهمه بالمبالغة لجذب الاهتمام، فيردّ بأن جده مات بنفس المرض، ثم يرمي كلماته الأخيرة المؤلمة حين يقول إن الأصعب من المرض هو أن تكون أمّه "مدمنة مخدرات".
تبقى ماري وحدها، وتعترف بحاجتها المستمرة إلى المخدر، بل وتتمنى أن تموت ذات يوم بجرعة زائدة “عن طريق الخطأ”، لأن الموت العمد لن يُغفر له في نظر السيدة العذراء. عند عودة جيمس، يكتشف أثر محاولة جيمي السابقة لفتح خزنة الويسكي، لكن ماري تتجاهل الأمر، وتفصح عن خوفها الشديد من فقدان إدموند، مؤكدة أن ابنها لم يعد يحبها بسبب إدمانها.
يحاول جيمس تهدئتها، لكنها تنزلق في ندم آخر، متمثل في ولادة إدموند نفسه، الذي تشعر أنه جاء كبديل عن طفل آخر فقداه. وعندما تُعلن كاثلين أن العشاء جاهز، ترفض ماري الأكل وتدّعي أنها ستخلد إلى النوم. يدخل جيمس لتناول العشاء وحيدًا، وهو يعلم أن ماري في الحقيقة صاعدة إلى الطابق العلوي لتعاطي جرعة جديدة من المورفين.

## الفصل الرابع
في مشهد ليلي يقارب منتصف الليل، يدخل إدموند إلى غرفة المعيشة، ليجد والده جيمس جالسًا وحده يلعب الورق (لعبة السوليتير).
يتبادلان الحديث أثناء الشرب، وتتحوّل الأجواء من التوتر إلى لحظة من الصراحة والحنان. يكشف جيمس لابنه عن السبب العميق وراء بُخله، مشيرًا إلى خوفه المزمن من الفقر الذي عانى منه في شبابه. ويعترف بندم كبير أنه ضحّى بمسيرته الفنية عندما اختار الأمان المالي على حساب الفن، إذ بقي طوال حياته يؤدي دورًا واحدًا من أجل المال، حتى فقد قدرته على أداء أدوار متنوعة، وذبلت موهبته.
يتحدث إدموند بدوره عن مغامراته في البحر، ويعترف بإحباطه من فشله في أن يكون شاعرًا، وعن شعوره بالعزلة والضياع. الحوار بينهما يكشف هشاشة الرجلين، واحتياجهما لبعضهما، رغم كل ما بينهما من خلافات.
يُسمع جيمي عائدًا إلى المنزل في حالة سُكر، فيغادر جيمس الغرفة لتفادي مواجهة حتمية. يتحدث جيمي مع إدموند، ويعترف له بحبّه العميق له، لكنه يُفاجئه باعترافٍ مؤلم: إنه، رغم هذا الحب، يريد له أن يفشل، حتى لا يتفوق عليه، وحتى لا يشعر بوحدته وفشله بشكل أكثر حدة. ثم يغيب عن الوعي من أثر الشرب.
حين يعود جيمس إلى الغرفة، يستيقظ جيمي، ويبدأ شجار جديد بينهما، يكرّر دورة النزاع والانكسار المتواصلة بين الأب والابن.
في ذروة هذا التمزّق، تهبط ماري من الطابق العلوي، وهي تائهة وسط تأثير المورفين، تحمل فستان زفافها، وتغوص في ذكريات ماضيها البعيد. تتحدث عن أيامها في الدير، وعن الحلم الضائع بأن تصبح راهبة عازفة، قبل أن تقع في حب جيمس، وتخسر دعوتها الروحية. تتكلم ماري كأنها في عالم موازٍ، بينما يُحدّق فيها زوجها وابناها بصمت ثقيل، عاجزين عن إنقاذها أو حتى الوصول إليها.

## الممثلون والشخصيات
| شخصية              | العرض الأول في ستوكهولم (1956) | برودواي أول مرة (1956) | ويست إند أول مرة (1962) | برودواي إحياء (1986) | ويست إند إحياء (2000) | برودواي إحياء (2003) | برودواي إحياء (2016) | ويست إند إحياء (2018) | ويست إند إحياء (2024) |
| ------------------ | ------------------------------ | ---------------------- | ----------------------- | -------------------- | --------------------- | -------------------- | -------------------- | --------------------- | --------------------- |
| جيمس تايرون الأب   | لارس هانسون                    | فريدريك مارش           | لورانس أوليفييه         | جاك ليمون            | تشارلز دانس           | بريان دينيهي         | غابرييل بيرن         | جيريمي آيرونز         | بريان كوكس            |
| ماري تايرون        | إنغا تيدبلاد                   | فلورنس إلدريدج         | كونستانس كامينغز        | بيثيل ليزلي          | جيسيكا لانج           | فانيسا ريدجريف       | جيسيكا لانج          | ليزلي مانفيل          | باتريشيا كلاركسون     |
| جيمي تايرون جونيور | أولف بالمه                     | جيسون روباردز          | دينيس كيلي              | كيفن سبيسي           | بول رود               | فيليب سيمور هوفمان   | مايكل شانون          | روري كينان            | داريل ماكورماك        |
| إدموند تايرون      | جارل كولي                      | برادفورد ديلمان        | رونالد بيك أب           | بيتر غالاغر          | بول نيكولز            | روبرت شون ليونارد    | جون غالاغر جونيور    | ماثيو بيرد            | لوري كيناستون         |

- جيمس تايرون الأب – عمره 65 عامًا. يبدو أصغر بعشر سنوات، ويبلغ طوله حوالي 5 أقدام و8 إنشات (حوالي 173 سم)، لكنه يظهر أطول بسبب قامته العسكرية وموقفه المهيب. عريض الكتفين وعميق الصدر، ووسيم بشكل لافت بالنسبة لعمره، ذو عيون بنية فاتحة. أسلوب حديثه وحركاته تشبه الممثل الكلاسيكي الذي اتقن تقنيته، لكنه متواضع وغير متقلب المزاج، مع "ميل لا زال قريبًا من بداياته المتواضعة وأسلافه من المزارعين الإيرلنديين". ملابسه بالية ومهترئة إلى حد ما، ويرتديها حتى نهايتها. كان رجلاً صحيًا طوال حياته وخالٍ من العقد والقلق، عدا خوفه من "الموت في دار الفقراء" وهوسه بالمال. يمتلك "لمحات من الحزن العاطفي ونوبات نادرة من الحساسية الحدسية". يدخن السيجار ولا يحب أن يناديه أبناؤه بـ"الرجل العجوز".
- ماري كافان تايرون – عمرها 54 عامًا، زوجة وأم الأسرة التي تتأرجح بين الوهم الذاتي وضباب إدمانها للمورفين. متوسطة الطول ذات قامة شابة ورشيقة، ممتلئة قليلاً وذات ملامح إيرلندية واضحة. كانت في السابق جميلة جدًا ولا تزال لافتة للنظر. لا تضع مكياجًا، وشعرها كثيف وأبيض ومصفف بعناية تامة. عيناها كبيرتان، داكنتان تقريبًا كالحبر. صوتها ناعم وجذاب مع "لمسة إيرلندية في نغمة صوتها عندما تكون مبتهجة". أُدمنت المورفين منذ الولادة الصعبة لابنها الأصغر إدموند. الطبيب الذي عالجها وصف لها مسكنات الألم فقط، مما أدى إلى إدمان طويل الأمد للمورفين ما زال يلازمها.
- جيمس "جيمي" الابن الأكبر – عمره 33 عامًا. شعره خفيف، أنفه حاد ويظهر عليه علامات تدهور مبكر. يحمل تعبيرًا دائمًا من السخرية. يشبه والده. "في المناسبات النادرة التي يبتسم فيها دون سخرية، تظهر شخصيته جانبًا من السحر الإيرلندي المرح والرومانسي وغير المسؤول – ذلك الرجل المثير للإعجاب رغم تقاعسه، مع لمسة شاعرية عاطفية". جذاب للنساء وشعبي بين الرجال. هو ممثل مثل والده، لكنه يجد صعوبة في العثور على عمل بسبب سمعته كمدمن كحول ونساء وغير مسؤول. يتشاجر كثيرًا مع والده حول ذلك. كثيرًا ما يطلق على والده لقب "أولد جاسبارد"، وهي شخصية بخيلة في أوبرا Les cloches de Corneville.
- إدموند – عمره 23 عامًا، الابن الأصغر والمائل أكثر إلى الفكر والشعر. نحيف وضعيف البنية. يشبه والداه لكنه أقرب إلى والدته، بعينيها الكبيرتين الداكنتين وفمها الحساس في وجه إيرلندي طويل وضيّق، وشعر بني داكن مع لمسات حمراء من الشمس. مثل والدته، هو عصبي للغاية. صحته ضعيفة وخدوده غائرة. شُخص لاحقًا بمرض السل. يميل سياسيًا إلى الاشتراكية. سافر حول العالم عبر عمله في البحرية التجارية، وهناك أصيب بالسل.
- كاثلين – "الفتاة الثانية"، خادمة الصيف. هي "فلاحة إيرلندية ممتلئة"، في أوائل العشرينات من عمرها، ذات خدود حمراء، شعر أسود وعينين زرقاوين. ودودة، جاهلة، أحيانًا أخرق لكنها تحمل نوايا حسنة رغم سذاجتها.

تمت الإشارة إلى العديد من الشخصيات في نص المسرحية ولكنها لا تظهر على المسرح:
- يوجين تايرون – ابنٌ وُلد قبل إدموند، وتوفي بمرض الحصبة عن عمر عامين. أُصيب بالعدوى من جيمي، الذي كان في السابعة آنذاك، وقد طُلب منه عدم دخول غرفة يوجين لكنه خالف الأوامر. تعتقد ماري أن جيمي تعمّد إيذاء يوجين.
- بريجيت – الطباخة.
- مكغواير – وكيل عقارات سبق أن احتال على جيمس تايرون.
- شوغنيسي – مستأجر في مزرعة يملكها آل تايرون.
- هاركر – صديق لجيمس تايرون، "مليونير من شركة ستاندرد أويل"، يملك مزرعة مجاورة لمزرعة شوغنيسي، ونشبت بينهما صراعات. يُعتقد أن الشخصية مستوحاة من إدوارد هاركنس، وريث ستاندرد أويل، الذي امتلك منزلاً صيفيًا قريبًا من وترفورد، كونيتيكت.
- الدكتور هاردي – طبيب عائلة تايرون، اختاره جيمس رغم أن بقية أفراد الأسرة لا يثقون به ويشتبهون بأنه طبيبهم فقط لأنه رخيص الكلفة.
- الكابتن تيرنر – جار عائلة تايرون.
- سمايث – مساعد في مرآب للسيارات وظفه جيمس ليكون سائقًا خاصًا لماري. تشتبه ماري في أنه يتعمد تخريب السيارة ليُبقي العمل للمرآب.
- العشيقة – امرأة أقام معها جيمس علاقة قبل زواجه، رفعت عليه دعوى لاحقًا، مما أدى إلى نبذ ماري اجتماعيًا بسبب "علاقاتها غير المرغوبة".
- والد ماري – توفي بسبب مرض السل.
- والدا جيمس وإخوته – هاجروا إلى الولايات المتحدة عندما كان جيمس في الثامنة من عمره. بعد عامين، هجرهم والده وعاد إلى إيرلندا حيث توفي بتناوله سمّ الفئران. ورغم الاشتباه في انتحاره، يرفض جيمس تصديق ذلك. كان له جوائزأخوان أكبر منه وثلاث أخوات.

## تاريخ المسرحية
أنهى أوجين أونيل تنقيح المخطوطة إلى صيغتها النهائية في مارس عام 1941.  ولم يكن يرغب إطلاقًا في عرضها كمسرحية، بل لم يُرد حتى نشرها خلال حياته، وكتب إلى صديقه الناقد جورج جان ناثان قائلًا: "هناك أسباب وجيهة في نص المسرحية نفسه... تجعلني أحتفظ بها لنفسي، وستُقدّر ذلك عندما تقرأها."
لم يقم أوجين أونيل بتسجيل حقوق التأليف والنشر الخاصة بالمسرحية. وفي عام 1945، وضع نسخة مختومة من المخطوطة في خزانة الوثائق التابعة لدار النشر راندوم هاوس، وأوصى بألّا تُنشر قبل مرور 25 عامًا على وفاته. كما أرسل نسخة مختومة ثانية إلى مجموعة أونيل في جامعة ييل.
بعد وفاة أوجين أونيل بفترة قصيرة، طالبت أرملته كارلوتا مونتيري دار النشر راندوم هاوس بأن تخالف وصية أونيل الصريحة وتنشر المسرحية على الفور. وكتب الناشر بينيت سيرف في مذكراته: "رفضنا، بالطبع، لكننا صُدمنا عندما اكتشفنا أن القانون يمنحها كل الصلاحيات... لا أندم على الموقف الذي اتخذناه، لأني لا أزال أعتقد أننا كنا على حق".  قامت مونتيري بنشر المسرحية عبر دار نشر جامعة ييل سنة 1956، وتم تخصيص الجزء الأكبر من عائدات النشر لصالح مجموعة أوجين أونيل بجامعة ييل، ولتقديم منح دراسية في مدرسة الدراما التابعة لها. 

## المحتوى السيرة الذاتية

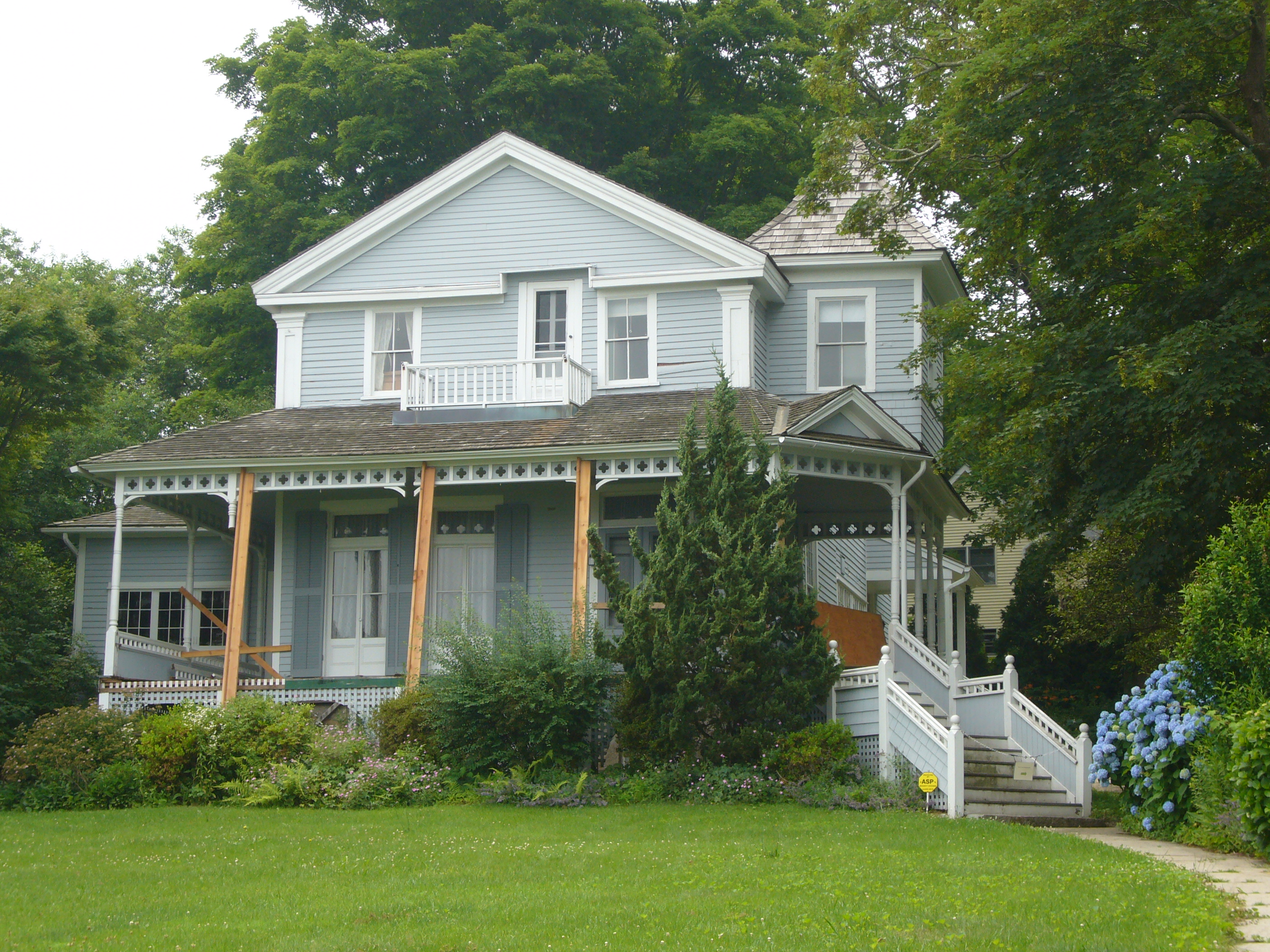
كوخ مونتي كريستو، منزل طفولة أونيل الصيفي ومكان تصوير اثنين من أعماله، رحلة اليوم الطويل في الليل ، وآه، البرية!

تُعد مسرحية "رحلة طويلة إلى داخل الليل" انعكاسًا شبه مباشر لحياة الكاتب يوجين أونيل، إذ استلهم أحداثها وشخصياتها وبيئتها من واقع أسرته وتجاربه الشخصية بدقة مؤثرة. تدور أحداث المسرحية في منزل صيفي بولاية كونيتيكت، يطابق المنزل الحقيقي لعائلة أونيل المعروف بـ "مونتي كريستو كوتيدج"، والواقع في مدينة نيو لندن، والذي لا يزال قائمًا حتى اليوم وتديره مؤسسة يوجين أونيل المسرحية، وقد أعيد ترتيبه ليشبه تفاصيل المسرح كما ظهرت في النص.
تشكل عائلة "تايرون" في المسرحية صورة درامية مطابقة لعائلة أونيل الواقعية، وهي عائلة أمريكية من أصول إيرلندية، مع تغيير الأسماء لأغراض فنية. فالاسم العائلي الأصلي "O'Neill" تم استبداله بـ "Tyrone"، وهو اسم نبيل إيرلندي يعود تاريخه إلى منح ملكي في القرن السادس عشر، ما يعكس ارتباطًا رمزيًا بالهوية الإيرلندية. كما تم تبادل أسماء الأبناء، فشخصية "إدموند" في المسرحية تمثل يوجين أونيل نفسه، رغم أن اسمه الحقيقي لم يُستخدم، وهو الابن الأصغر فعليًا في الأسرة.
أما الأم، ماري إلين "إيلا" كوينلان، فقد جُسدت في المسرحية بشخصية ماري كافان، مع الحفاظ على الكثير من ملامح سيرتها، بما في ذلك التحاقها في شبابها بكلية سانت ماري الكاثوليكية في نوتردام، إنديانا، وحلمها القديم بأن تصبح راهبة عازفة بيانو.
الأب، جيمس أونيل، كان ممثلاً واعدًا في بداياته، وقد اشتهر بتجسيد دور البطولة في مسرحية كونت مونت كريستو المقتبسة عن رواية ألكسندر دوما، حيث قدّم هذا الدور قرابة 6,000 مرة خلال مسيرته. ورغم ما حققه من نجاح مالي، إلا أنه تعرض لانتقادات بأنه باع نفسه للفن التجاري على حساب القيمة الفنية، وهو صراع داخلي يتكرر بقوة في شخصية الأب في المسرحية، ليجسد التوتر بين الطموح الفني والضرورات الاقتصادية.
شقيق أونيل الأكبر، جيمي، الذي يقابل الشخصية المسرحية التي تحمل الاسم نفسه، توفي نتيجة إدمانه على الكحول في عام 1923، أي بعد زمن وقوع أحداث المسرحية (1912) ولكن قبل كتابتها في أوائل الأربعينيات، ما يُضفي على العمل لمسة مأساوية استباقية.
أما يوجين أونيل نفسه، فقد كان عام 1912 عامًا مفصليًا في حياته: التحق لفترة وجيزة بجامعة برينستون، وعمل لسنوات في البحر، وهي تجربة تنعكس بوضوح في شخصية "إدموند". كما عانى من الاكتئاب وإدمان الكحول، وكتب في صحيفة New London Telegraph. وفي خريف عام 1912 أُصيب بـ السل وأُدخل إلى مصحة للعلاج، وهناك، في مواجهة المرض والموت المحتمل، اتخذ قراره الحاسم بأن يكرّس حياته للكتابة المسرحية.
من هنا، فإن المسرحية لا تكتفي بطرح درامي لعائلة مضطربة، بل تمثل سيرة ذاتية مبطّنة بالوجع والصدق، وتغوص في أعماق تجربة الكاتب قبل أن يباشر مسيرته الفنية الكبرى. إن هذا العمل يُعد اعترافًا فنيًا نادرًا في صدقه، كتبه أونيل في سنوات متأخرة من حياته، ولم يسمح بنشره إلا بعد وفاته، ليكون شهادة مسرحية أخيرة على ألمٍ لم يُشْفَ منه قط.

## الإنتاجات

### العروض الأولى

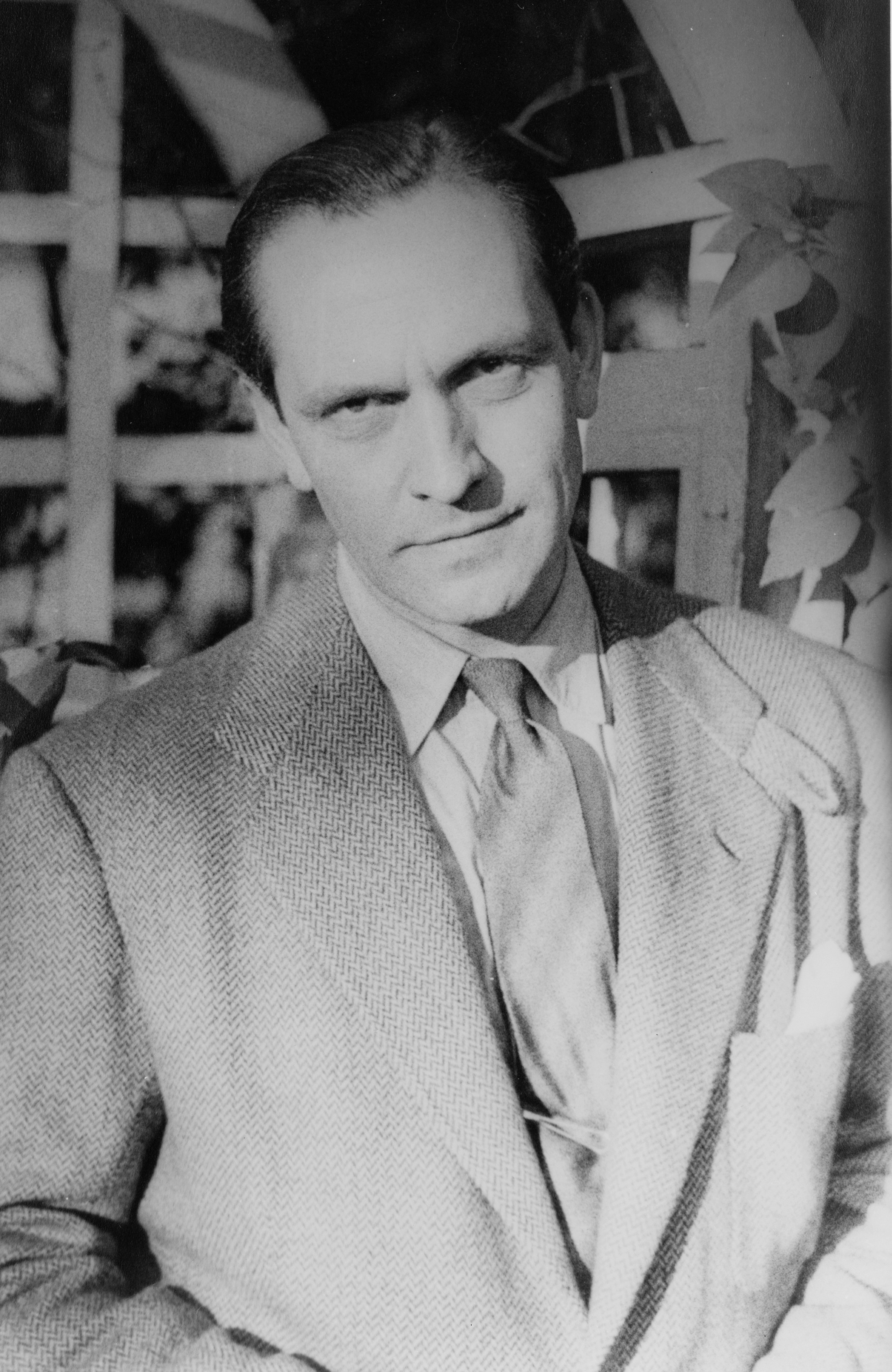
فريدريك مارش الممثل الذي أظى دور بطل المسرحية في برودواي عام 1956.

عُرضت مسرحية رحلة طويلة إلى داخل الليل لأول مرة في الثاني من فبراير عام 1956 على خشبة المسرح الملكي الدرامي في ستوكهولم، السويد، تحت عنوانها السويدي Lång dags färd mot natt. أخرج هذا الإنتاج بنت إكيروت، وشارك في التمثيل لارس هانسون بدور جيمس تايرون، وإنغا تيدبلاد بدور ماري تايرون، وألف بالمِه بدور جيمس تايرون الابن، ويارل كولِه بدور إدموند تايرون، وكاترين فيسترلوند بدور كاثلين الخادمة. نال العرض إشادة واسعة من النقاد على المستوى العالمي. 
شهدت مسرحية رحلة طويلة إلى داخل الليل عرضها الأول على مسرح برودواي في مسرح هيلين هايز بتاريخ 7 نوفمبر 1956، وذلك بعد فترة وجيزة من العرض الأول لها في الولايات المتحدة بمسرح ويلبور في بوسطن. أخرج العرض خوسيه كوينتيرو، وضم طاقم التمثيل كل من فريدريك مارش في دور جيمس تايرون، وفلورنس إلدريدج، زوجة مارش في الحياة الواقعية، في دور ماري تايرون، وجيسون روباردز جونيور في دور جيمي تايرون، وبرادفورد ديلمان في دور إدموند، وكاثرين روس في دور كاثلين. حقق الإنتاج نجاحًا كبيرًا، حيث نال جائزة توني لأفضل مسرحية، وجائزة توني لأفضل ممثل (فريدريك مارش)، بالإضافة إلى جائزة دائرة نقاد الدراما في نيويورك لأفضل مسرحية في الموسم.
شهدت المملكة المتحدة أول عرض لمسرحية رحلة طويلة إلى داخل الليل عام 1958، حيث افتُتحت في إدنبرة باسكتلندا قبل أن تنتقل إلى مسرح غلوب في ويست إند بلندن. أخرج هذا الإنتاج مجددًا خوسيه كوينتيرو، وضمّ فريق التمثيل كل من أنتوني كوايل في دور جيمس، وغوين فرانغكون-ديفيز في دور ماري، وإيان بانين في دور جيمي، وآلان بيتس في دور إدموند، وإيتين أوديل في دور كاثلين، وحظي العرض بإشادة كبيرة في الساحة المسرحية البريطانية.